# Dalla de guerra
Dalla de guerra (War Scythe en anglès; Kriegssense en alemany; Faux de guerre en francès; Kosa bojowa en polonès) és el vocable que defineix, en general, qualsevol tipus d'arma enastada, obtinguda a partir de la fulla d'una dalla o una falç.
En concret, per dalla de guerra s'entén una arma d'asta desenvolupada en l'edat mitjana i que es va mantenir en ús a Europa Oriental, sobretot per les milícies d'agricultors fins al segle XIX.

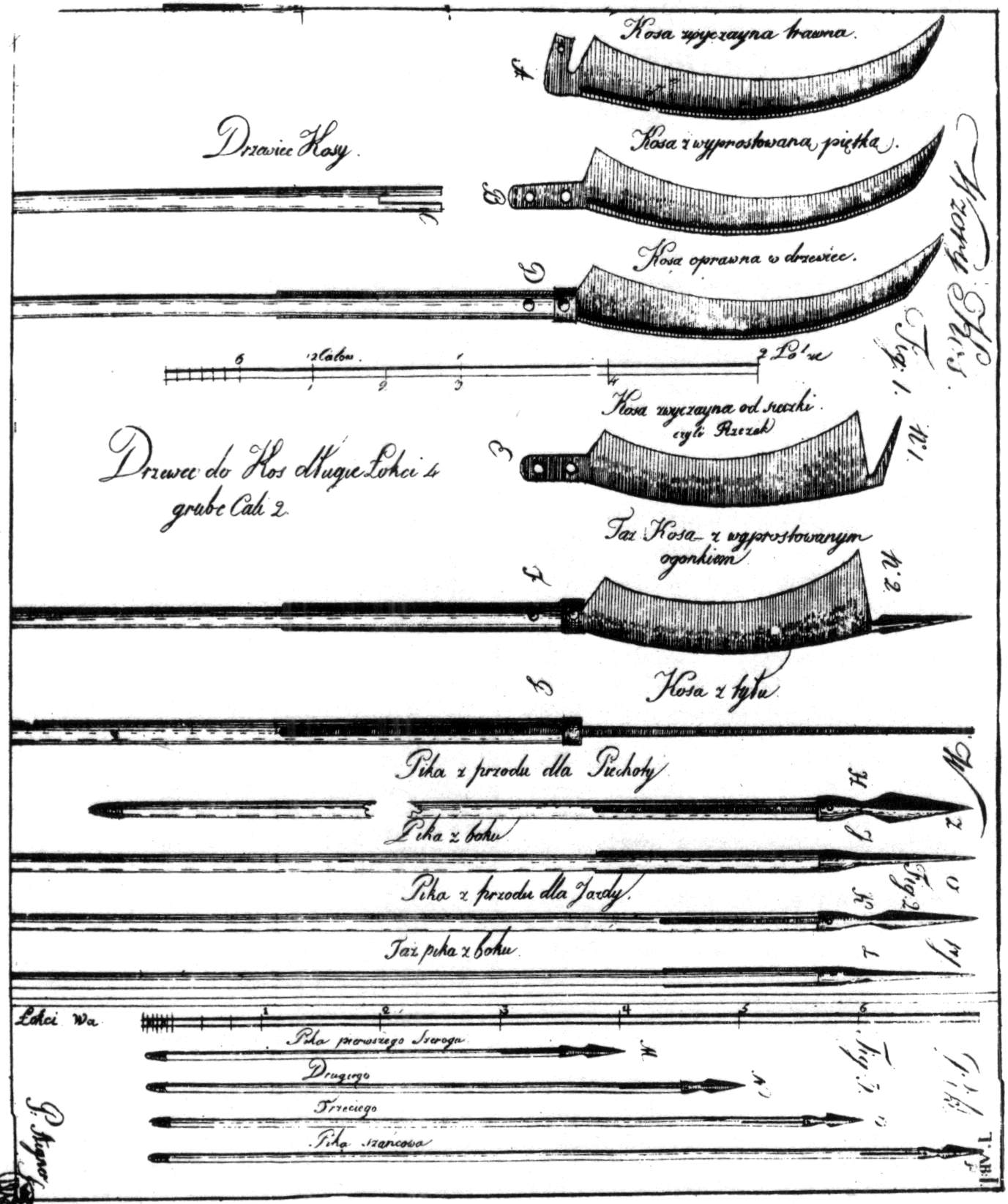
Dalles de guerra. Il·lustrat per Chrystian Piotr Aigner.

## Història
Orígens
El primer poble de l'antiguitat que va utilitzar sistemàticament la dalla van ser els tracis.
Els tipus d'armes amb fulla corbada, afilada en el costat còncau, desenvolupada a partir d'aquesta població van ser múltiples: la mateixa dalla de guerra, la romfea (en grec ῤομϕαία) era una arma d'asta amb una fulla de falç amb flexió, però no marcada com la dalla de guerra; la sica, un tipus de falç similar al kopis dels grecs (ensis falcatus, falcata o falx supina en llatí).
Els aquemènides van muntar dalles en lloc de fulles en les rodes de les seves bigas (carros de guerra), creant els «carros falcats» per a restablir l'equilibri de forces en la seva cavalleria i infanteria, menyscabat per la falange d'hoplites, és a dir, la infanteria pesant dels grecs. L'aclaparadora victòria d'Alexandre el Gran en la batalla de Gaugamela (331 a. C.), va demostrar, no obstant això, que l'època dels carros de guerra havia passat definitivament.
El shotel, l'arma distintiva de la infanteria del Regne d'Axum (segle I a. C.-segle X), consistia en una fulla prima de dalla, afilada tant en el costat convex com en el còncau, emmanegada en una asta de fusta i que s'empunyava amb una mà.
En l'Extrem Orient, per la seva banda, la dalla va passar de la pràctica agrícola a la bèl·lica sense cap modificació. El kama japonès, en ús amb un altre nom a la Xina, Corea i Indonèsia, és una dalla amb caràcter general, sense cap particularitat per a millorar-ne les peculiaritats. Una versió més refinada era la kusarigama, un kama amb cadena i bola de metall. Ambdues armes estan encara en ús avui dia en les arts marcials orientals, però a causa de la petita talla de la fulla, no poden incloure's plenament en la tipologia de la dalla de guerra.
Els dacis tenien falçs/dalles de dues grandàries: per empunyar amb una mà o amb les dues. La variant curta era similar a la sica  (falç en daci). La longitud de la fulla variava, però en general era d'uns 40 cm. El mànec era un terç més llarg que la fulla. La dalla per a dues mans era pròpiament una arma d'asta. Consistia en una asta d'uns 90 cm, amb una fulla de ferro corbada d'una llargada gairebé igual unida a l'extrem.